# Глинистый (остров)
Гли́нистый — остров архипелага Северная Земля. Административно относится к Таймырскому Долгано-Ненецкому району Красноярского края.
Расположен между восточным побережьем острова Комсомолец и островом Озёрным на расстоянии около 500 метров от обоих островов.
Имеет вытянутую форму длиной около километра и шириной 300—400 метров. Существенных возвышенностей и водоёмов на острове нет. Окружён со всех сторон песчаной отмелью, связывающей его с окрестными островами.

## Топографические карты
- Лист карты U-47-XXXI,XXXII,XXXIII бух. Кренкеля. Масштаб: 1 : 200 000. Состояние местности на 1988 год. Издание 1992 г.